# Ана Лазукић
Ана Лазукић (Нови Сад, 1937) српска је и југословенска фотографкиња и прва жена професионални фоторепортер у некадашњој Југославији.

## Биографија
У Кули је изучила кројачки занат и завршила Школу ученика у привреди. По повратку у Нови Сад завршила је Школу за васпитаче и уписала студије мађарског језика и књижевности.
Педесетих година 20. века почиње да се бави фотографијом, а од 1959. године ради као професионални фотограф и фоторепортерка све до 1990, када одлази у пензију, али и даље наставља да фотографише, учествује на изложбама и у жирирањима.

## Фотографска каријера

### Каријера фоторепортерке
Са фотографијом се Ана Лазукић први пут сусрела у фото-секцији у средњој школи, што ју је 1954. године довело у  фото-клуб „Бранко Бајић”, где је упознала и свог будућег мужа Стевана Лазукића.
Године 1959. запошљава се у листу Мађар Со (Magyar Szó), једаном од водећих војвођанских листова на мађарском језику у тадашњој Југославији, где је прво почела да ради као новинарка, а после као фоторепортерка. Дуго је радила оба посла истовремено, да би се ипак определила само за фотографију. У периоду од 1970. до 1974. ради у омладинском листу Képes Ifjúság, након чега се враћа у Мађар Со, где остаје све до пензионисања 1990. године.

### Каријера уметничког фотографа
Паралелно са новинском, Ана Лазукић бави се и уметничком фотографијом. Имала 19 самосталних и учествовала на 300 групних изложби у земљи и иностранству. И у новинарској и у уметничкој фотографији наметнула се својим специфичним приступом и погледом на живот и свет око себе.

### Друштвено ангажовање
Као активисткиња „Народне технике”, више пута је била члан жирија и организационог одбора покрајинских, републичких и савезних такмичења младих техничара. Била је такође активна и у едукацији младих, реализујући предавања о фотографији на фото-курсевима у основним школама.

## Фотографске теме
Опус Ане Лазукић обухвата бројне теме. Поред политичких и културних дешавања и њихових учесника, она је фотографисала и различите животне теме, уз незаобилазно присуство одређеног симболизма, хумора и метафорике. Међу најчешћима су:
- деца у неочекиваним, понекад духовитим ситуацијама,
- градски призори,
- сеоски живот,
- људи и обичаји...

Неки од њених најпознатијих раних радова су: фотографије деце у игри „Игра” (из 1955), насмејаног чистача ципела „Задовољан” (из 1959) и радника ”Глађење” (из 1962).
Тежња да прикаже живот у што више контраста и нијанси постаје још уочљивија током седамдесетих и осамдесетих година 20. века у фотографијама на којима је забележила концерте и модне догађаје, раднике, живот људи са периферије. Треба поменути и серије радова настале у Енглеској, Америци, Француској, Шпанији, Италији, Данској, са приказима демонстрација и окупљене масе, студената, бескућника, заљубљених парова, занесених читача, спавача, и многих других призора. Фотографије из овог периода спадају међу најупечатљивије радове у њеном широком опусу.
Ана Лазукић била је једна од ретких фотографа која је пропратила дешавања на војвођанској уметничкој сцени с краја шездесетих и током седамдесетих година 20. века. Реч је о фотографијама које је снимила у чисто документарне сврхе о новој уметничкој пракси, изложбама и истакнутим протагонистима попут Каталин Ладик и Балинта Сомбатија (Bálint Szombathy).
Почетком осамдесетих година реализовала је и више пута излагани циклус о балеринама под називом „Иза сцене” (1982) у којој, кроз специфичну атмосферу вежбања и припрема балерина пред наступ, представља свет балета недоступан широј јавности.
Од почетка 21. века уместо црно-беле све више почиње да користи колор-фотографију, али остаје верна својим темама - сценама и ситуацијама из савременог живота.

## Награде и признања
Ана Лазукић добитница је многобројних награда и признања, међу којима су: 
- Признање Већа Народне технике Југославије за заслуге на ширењу техничке културе (1966),
- Награда Фото-кино савеза Србије за успехе на пољу фотографије (1966),
- Плакета ”Борис Кидрич” за заслуге у ширењу техничке културе (1976),
- Гран при ”Златно око” (1986),
- Златна значка СРВСЈ (1986),
- Сребрна плакета Друштва новинара Војводине за двадесетпетогодишњи рад (1986),
- Награда листа Мађар Со за животно дело (1994)[2]

Године 2017. била је селектор Пете годишња изложба фоторепортера Новог Сада и Војводине „Објективно”, која се одржава у Музеју Војводине (Дунавска 37), у четвртак 21. децембра 2017.
Селектор овогодишње изложбе је доајен фотографије Ана Лазукић, прва жена професионални фоторепортер у некадашњој Југославији.